# Cserkészegyenruha

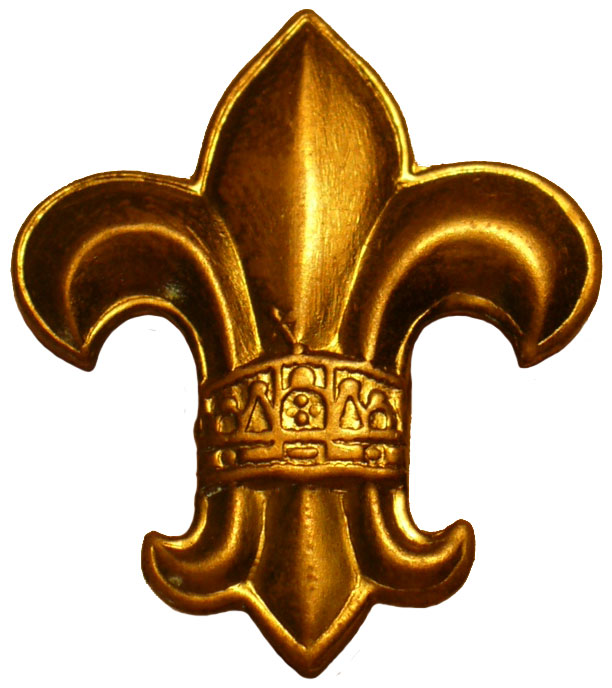
Cserkészjelvény a Szent Koronával (1930)

A cserkészegyenruha a cserkészet széles körben ismert egységes viselete. Baden-Powell az 1937-es cserkész világdzsemborin elmondott szavai szerint „elrejt minden, országon belüli társadalmi különbséget, és az egyenlőséget szolgálja; de még ennél is fontosabb, hogy elrejti a nemzeti, faji és vallási különbségeket is, és mindenkivel érezteti, hogy együtt egy nagy testvériség tagjai”.

## Cserkészegyenruha a Magyar Cserkészszövetségben a rendszerváltás után
Az alap-egyenruha ma a cserkészkalapból, hosszú- vagy rövidujjú cserkészingből, nyakkendőből, cserkésznadrágból és cserkészövből áll.

### Hovatartozási jelvények

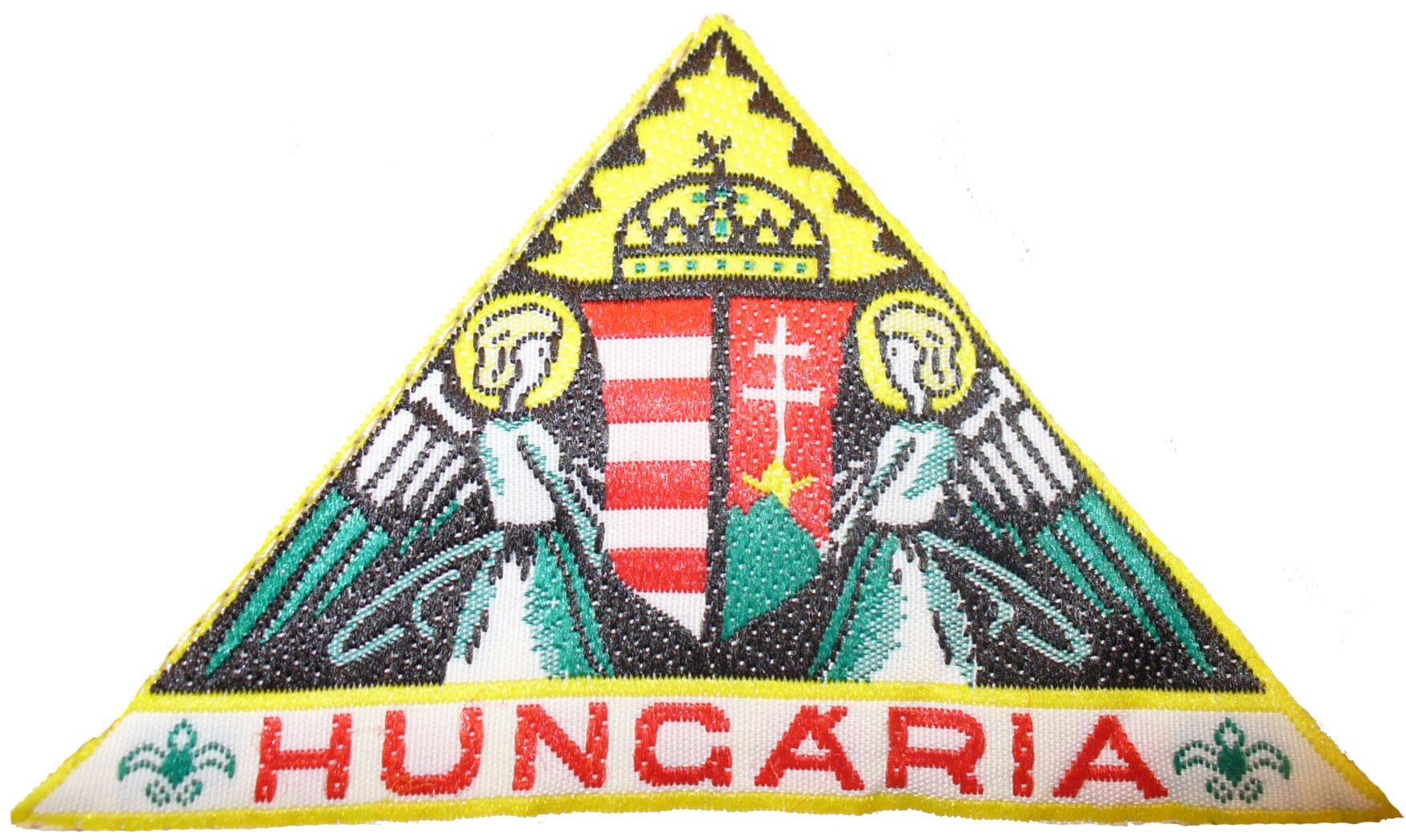
A HUNGÁRIA jelvény

A hovatartozási jelvényeket kivétel nélkül az egyenruha jobb oldalán hordják:
- A Cserkészmozgalom Világszervezetének (WOSM) jelvényét az ingzseb közepén
- A HUNGÁRIA-jelvényt az ingzseb fölött
- A Magyar Cserkésszövetségek Fórumának jelvényét az ingzseb hajtókáján, a gombtól balra
- A cserkészkerület jelvényét az ing ujján, 3 cm-rel a vállvarrás alatt
- A körzetjelvényt, ha van, a kerületjelvény alatt 1 cm-rel
- A cserkészcsapat számát a kerületjelvény/körzetjelvény alatt 1 cm-rel (ha egyik sincs fölvarrva, a vállvarrás alatt 5 cm-rel), valamint a kalap/sapka oldalán

### Korosztályi és próbajelvények
A korosztályt a nyakkendőszínek is jelzik:
- Kiscserkészeknek/farkaskölyköknek (alsó tagozatosok) mintás kék vagy narancssárga, citromsárga nyakkendőjük van
- Cserkészeknek (felső tagozatosok) zöld
- Kószáknak (középiskolások) kék
- Vándoroknak/rovereknek (egyetemisták, főiskolások) szürke
- Felnőttcserkészeknek/öregcserkészeknek barna

A korosztályi próbajelvényeket az ing bal ujján hordják és csak az adott korosztályét:
- A kiscserkész piros, fehér és zöld pajzs próba jelvényeit egymásra varrjuk a vállvarrástól 10 cm-re (vagy a kiscserkészek kék nyakkendőjére varrjuk ugyanilyen formában, bár ez csapatonként változhat)
- A cserkész és kósza korosztály első, második és harmadik próbájának jelvényét a vállvarrástól 5 cm-re

Tiszti képesítéssel rendelkezők a korosztályi és a különpróba-jelvényeket nem hordják.

### Képesítési és megbízatási jelvények
A képesítési és megbízatási jelvényeket az egyenruha bal oldalán viselik.

#### Képesítési jelvények
- Őrsvezetői: kettő függőleges, 20 mm széles piros szalag a bal ingzseben. Amennyiben őrsöt vezet, úgy két függőleges, 20 mm széles piros szalag, rajta egy-egy 15 mm széles zöld szalag.
- Tiszti képesítések (sárga szegélyű nyakkendő)
  - Cserkészsegédtiszti: egy vízszintes arany csík a "karlapon" (melyet a könyök fölé 10 cm-rel kell felvarrni)
  - Cserkésztiszti: két vízszintes arany csík a "karlapon"

#### Megbízatási jelvények

##### Csapatszintű megbízatások
- Tiszti képesítés nélkül
  - Segéd-őrsvezető: egy zöld szalag
  - Őrsvezető: két zöld szalag
  - Rajvezető: három zöld szalag
- Tiszti képesítéssel
  - Rajhoz beosztott vezető: egy lefelé nyíló arany ék a "karlapon" a csík alatt
  - Rajparancsnok (és helyettese): két ék
  - Csapatparancsnok (és helyettese): három ék

##### Csapatnál magasabb szintű megbízatások
- Intézőbizottsági tagok: éket nem viselnek
- Szak- és korosztályos vezetők: egy lefelé nyíló arany ék
- Elnökség tagjai: két lefelé nyíló arany ék
- Elnök: három lefelé nyíló arany ék

A "karlap" színei
A segédtiszti és tiszti "karlap" alapszínei is különféle jelentést hordoznak:
- khaki: csapat szintű vezetők
- zöld: körzeti vezetők
- fehér: kerületi vezetők
- piros: szövetségi vezetők

### Nyelvismereti jelvény
A bal ingzseb zsebtakarójának a pántján viselt sötétkék színű szalag, rajta fehér színnel hímezve vagy nyomva a legalább középfokon beszélt nyelv neve, az adott nyelven kiírva.

### Rendezvényjelvények
A rendezvényjelvényeket (kivételes esetektől eltekintve) az adott rendezvény következő megrendezéséig illetve egy évig lehet hordani, általában a bal ingzseben.

### Cserkészetben eltöltött évek jelzése
A cserkészetben eltöltött évek jelzésére évvirágok szolgálnak, melyeket a bal ingzseb fölött viselnek a tiszti képesítéssel nem rendelkezők. Egyéves évvirág négyféle kivitelben, valamint öt és tízéves is kapható.

### Lelkészek jelvényei
- Katolikus papok jelvénye az egyenlő szárú kereszt, melyet a nyakkendőgyűrűn hordanak.
- Protestáns lelkészek egy nyitott könyvet (biblia) viselnek a nyakkendőgyűrűjükön, bal lapján az Alfa jobb lapján az Omega betűkkel.

Mindkét jelvény fémből készül és 20x20 mm nagyságú.